# Ensenbroek
Ensenbroek was een kasteel in de Nederlandse buurtschap Oler, provincie Limburg. In 2019 is bij de voormalige kasteellocatie een gedenkteken geplaatst waarbij gebruik is gemaakt van restanten van het slot.

## Geschiedenis
Het goed Ensenbroek ontstond in 1116 toen ene Sigewidis haar allodiale goed schonk aan de Maastrichtse abdij van Sint Servaas. Waarschijnlijk is het goed nadien een keer gesplitst, aangezien in 1487 sprake was van een Groot-Ensenbroeck.
Ensenbroek viel in de 16e eeuw onder de laathof De Pas in Panheel. Deze laathof was van de Servaasabdij.

### Familie Roost
Het huis Ensenbroek werd door de adellijke familie Roost van Ensenbroek bewoond. De eerste die bekend is bij naam, betreft Hendrick Roost van Ensenbroeck, die rond 1550 werd genoemd.
In de eerste helft van de 17e eeuw woonden Johan Diederik Roost en zijn zus Emerentiana op het huis Ensenbroek. Emerentiana trouwde met Dirk Waldgraff van Cortils en kreeg met hem drie kinderen, die in 1645 het huis erfden. Zij behielden het echter niet en verkochten het aan de Spaanse legerkapitein Don Gabriel d’Yvora. Via zijn echtgenote Elisabeth van Dursdal was Don Gabriel verbonden met het geslacht Roost, want Elisabeths moeder was uit deze familie afkomstig. De verkoop van het huis veroorzaakte overigens problemen en het kwam tot een proces over het bezit van Ensenbroek. Het Hof van Gelre besloot in 1662 dat het eigendom van het huis Ensenbroek weer terug moest naar de familie Roost. Hierna trouwden twee zonen uit de familie Roost met dochters van Don Gabriel.

### Roofridders
In de eerste helft van de 18e eeuw werd Ensenbroek bewoon door Hendrik en Werner Roost van Ensenbroek. De twee neven hielden zich bezig met diefstallen en geweldpleging in de omgeving. Ze worden daarom ook wel de laatste Limburgse roofridders genoemd. 

### Afbraak
Rond 1779 is het kasteel afgebroken, naar verluidt op bevel van de abdis van Thorn om een einde te maken aan de roofpraktijken van de familie Roost. Sloopresten zijn gebruikt voor het verstevigen van de brug over de Panheelderbeek en rond 1900 voor verharding van de weg tussen Kelpen-Oler en Grathem.

## Beschrijving
Vermoedelijk is het kasteel gebouwd in of voor de 16e eeuw. Rondom het kasteel lag een slotgracht, die werd gevoed vanuit de Rhijdtbeek. De laatste restanten van de gracht zijn in 1957 gedempt.
In 1874 deed pastoor Franssen van Ittervoort onderzoek naar het slot en legde zijn bevindingen vast. Hij tekende onder andere een plattegrond met het verloop van de grachten en de locatie van de gebouwen.
In 1948 vond er een kleinschalig onderzoek plaats, waarbij fundamenten en muurresten van maaskeien en mergelsteen zijn aangetroffen.

## Sage
In een sage over Ensenbroek komt een wrede Spaanse ridder voor die op het kasteel woonde, samen met zijn vrome echtgenote. De ridder hield drankgelagen met zijn vrienden, ging vaak op jacht - waarbij hij ook op onschuldige herders en handwerkslieden schoot – en verbraste het bezit van hem en zijn echtgenote er door heen.
Op een dag kwam een liereman langs. Omdat de ridder en zijn vrienden een feestgelag hielden, besloot hij een vrolijk muziekje te spelen, zonder veel succes. De kasteelvrouwe gaf hem uit medelijden een zilverstukje, maar dat zinde de ridder niet en hij sloot de liereman op in de kerker van het kasteel. De liereman stierf daar door uitputting, en met zijn laatste woorden vervloekte hij de ridder en het kasteel.
Nadat ook de kasteelvrouwe was overleden, ging de ridder zich te buiten aan braspartijen. Hierdoor joeg hij zijn bezittingen er snel door heen. Het kasteel raakte steeds meer vervallen, totdat alleen de kerker nog bewoonbaar was. Toen hij daar in een dronken bui lag te vloeken en tieren, verscheen de duivel die hem wurgde en zijn ziel meenam naar de hel. De vloek van de liereman was uitgekomen.
Aerwinkel · Kasteel Afferden · Aldt Huys · Aldenborgh · Kasteel Aldenghoor · Aldenhoven · Alte Burg · Kasteel Amstenrade · Slot Annendael · Kasteel Arcen · Baersdonck · Bakvliet · Baronsberg · Baxhof · Beegden ·  Benzenrade · Kasteel De Berckt · Kasteel Bethlehem · Beusdaelshof · Binsfeld · Huis Blankenberg · Kasteel Bleijenbeek · Blitterswijck · Boerlo · Bolberg · Bollenberg · Kasteel De Bongard · Borggraaf · Kasteel d'Erp · Kasteel Borggraaf · Kasteel Borgharen · Kasteel Born · Huis Bree · Breust · Kasteel Broekhuizen · Broekhuizen · Gracht Burggraaf · Kasteel De Burght · Kasteel Cartils · Cloppenburg (Oost-Maarland) · Kasteel Cortenbach · Huis De Dael · Dammerscheid · Kasteel De Bockenhof · De Donck (Sevenum) · De Donck (Swolgen) · De Dorth ·  Huis ten Dijcken · Kasteel Doenrade · De Doom · Douve · Douvenrade · De Dries · Kasteel Erenstein · Kasteel Eijsden · Eijsden · Einrade · Kasteel Elsloo · Ensenbroek · Eperhuis · Etzenraderhuuske · Exaten · Kasteel Eijckholt · Kasteel Eyckholt · Eys · Gastendonck · Kasteel Genbroek · Gebroken Slot · Kasteel Geijsteren · Kasteel Op Genhoes · Kasteel Genhoes · Genneperhuis · Kasteel Het Geudje · Kasteel Geulle · Kasteel Geusselt · Geijsteren · Gen Heck · Ghoor · Kasteel Goedenraad · Kasteel Grasbroek · Kasteel Groenendaal · Groethof · Groot Paarlo · Kasteel van Gronsveld · De Gun ·Kasteel Haeren · Kasteel Den Halder · Heerlaer · Heeze · Heijen · 's-Herenanstel · Kasteel Hillenraad · Kasteel Hoensbroek · Hoenshuis · Holstrate · Holtmühle · Huize Holtum · Kasteel Horn · De Horst · Huys ter Horst · Ten Hove (Grathem) · Ten Hove (Panningen) · Huis Brias · Huis Darth ·  Kasteel Hurpesch · Kasteel Sint-Jansgeleen · Kasteel Jerusalem · Kasteel Kaldenbroek · Den Kamp · Kasteel Karsveld · Kasteel Keverberg · Klein Paarlo · Klimmender Huuske · De Kolck · Koppelberg · Laar · Landsfort · Kasteel Lemiers · Kasteelruïne Lichtenberg · Kasteel Limbricht · Lonesteyn · Huize Lovendael · Mazenburg · Kasteel van Meerlo · Kasteel Meerssenhoven · Meezenbroek · Kasteel van Mheer · Middelaar · Kasteel Millen · Kasteel Montfort · Movert · Mulrode · De Munt · Château Neercanne · Kasteel Neubourg · Nienghoor · Huis Nierhoven · Kasteel Nieuwenbroeck · Nije Huys · Kasteel Nijenborgh · Kasteel Nijswiller · Nijthuysen · Kasteel Obbicht · Oedenrade · Kasteel Ooijen · Kasteel Oost (Valkenburg) · Kasteel Oost (Oost-Maarland) · Kasteel Ouborg · Overen · Kasteel Passarts-Nieuwenhagen · Prickenis · Prinsenhof · Puth · De Putting · Raath · De Raay · Ravenhof · Kasteel Reijmersbeek · Kasteel van Rijckholt · Kasteel Rivieren · Rodenbroek · Rosendaal · Kasteel Schaesberg · Kasteel Schaloen · Te Scharen · Schenkenburg · Kasteel Scheres · De Spijker (Geijsteren) · De Spijker (Leeuwen) · Huis Severen · Sibberhuuske · Château St. Gerlach · Spraland · Huis De Spyker · Huize Stalberg · Stalberg (Wellerlooi) · De Steeg · Kasteel Stein · Steinhagen · Steenen Huis · Stoel van Swentibold · Strijthagen (Landgraaf) · Strijthagen (Welten) · Struyver · Kasteel Terborgh · Terlinden (Wijnandsrade) · Terveurdt · Ter Weyer · Kasteel Ter Worm · De Tombe · Huis De Torentjes · Triest · Trippaert · Kasteel Vaalsbroek · Kasteel Vaeshartelt · Valkenburg · Vliek · De Vroenhof · Vrijburg · Kasteel Wambach · Warenberg · Well · Weyershof ·  Wijlre · Kasteel Wijnandsrade · Wijnandsrade · Wijnantshof · Wissegracht · Huize Witham · Kasteel Wittem · Wolfrath · Wylre